# Trenulețul
Trenulețul (rumänisch Diminutiv für Bahn) ist ein Folk-Popsong mit rumänisch- und englischsprachigem Text, der von den moldauischen Gruppen Zdob și Zdub und Frații Advahov komponiert und interpretiert wurde. Mit dem Titel vertraten sie die Republik Moldau beim Eurovision Song Contest 2022 in Turin.

## Veröffentlichung, Nominierung und Auswahl
Der Titel wurde am 10. Dezember 2021 veröffentlicht. Das zugehörige Musikvideo entstand unter der Leitung von Roman Burlaca.
Ende Januar 2022 erfolgte die Bekanntgabe der 29 Teilnehmer des öffentlichen Castings der Rundfunkanstalt Teleradio-Moldova. Bedingt durch die COVID-19-Pandemie fiel das geplante Format der Vorentscheidungsshow jedoch aus, stattdessen wurden die ESC-Vertreter des Landes in der Castingshow Selecția Națională 2022 - Audieri LIVE von einer Jury am 29. Januar 2022 direkt bestimmt.
Die Juroren wählten die Gruppe Zdob și Zdub und das Duo Frații Advahov mit dem Titel Trenulețul aus, den beide Formationen zusammen getextet, komponiert und arrangiert hatten. Für das Mastering und die Abmischung zeichnete Andrei Lifenco verantwortlich.

## Inhalt

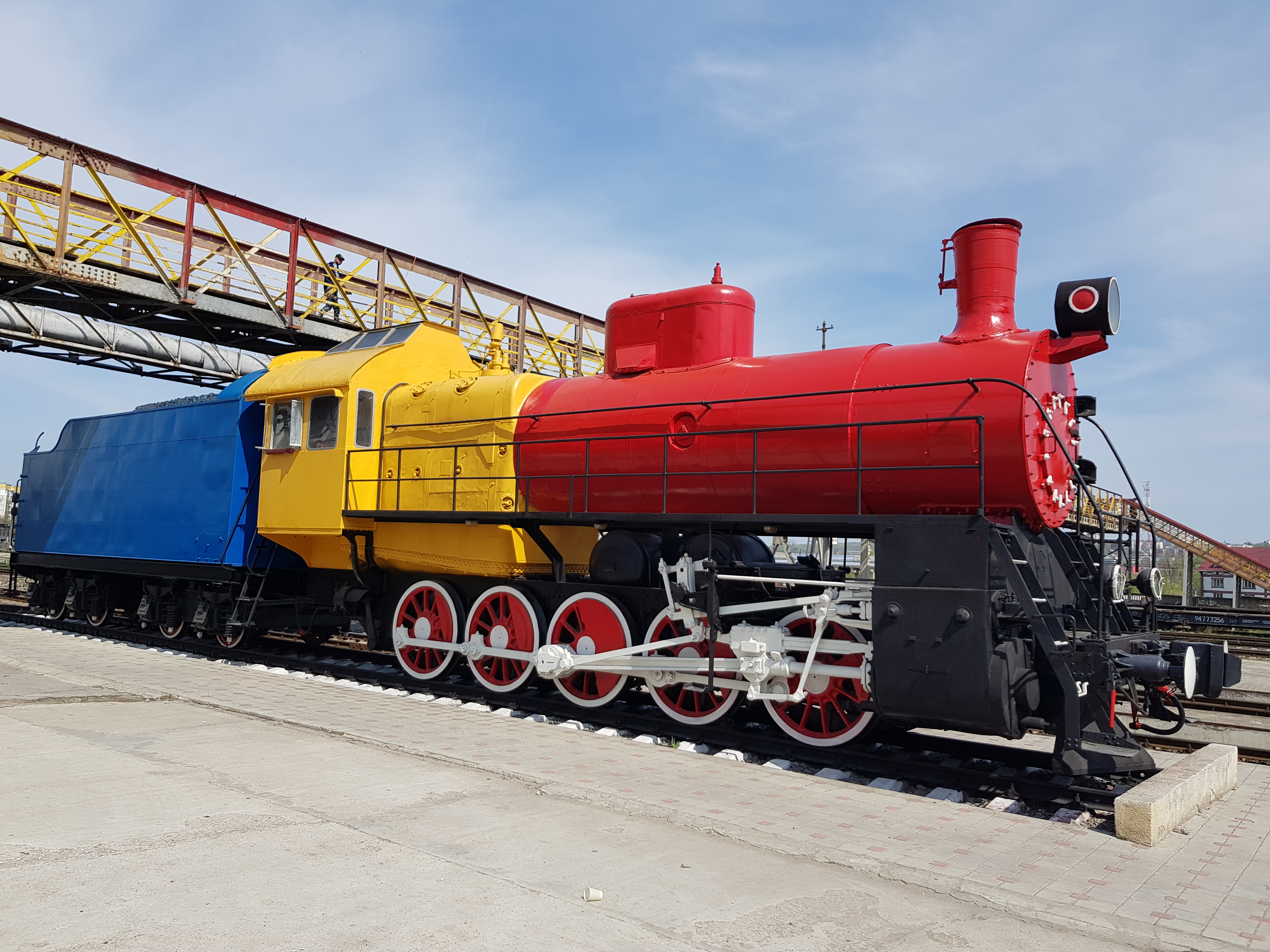
Denkmallokomotive in den Nationalfarben beider Länder auf dem Bahnhof von Chișinău

Der Text des Titels handelt vom Fahren mit dem Zug. Er fordert die moldauischen Zuhörer auf, sich mit der Bahn auf eine Reise nach Bukarest zu begeben. Einige Journalisten verstanden den Text als Anspielung auf eine mögliche Vereinigung von Rumänien und Moldau.
Die erste Strophe handelt davon, dass der Zug von einem Land ins andere fährt, „als ob er fliegen würde“ und nicht erkennen könne, wo das alte Land aufhört und das Neue anfängt. Obwohl die beiden Länder nicht zusammen seien, seien sie auch nicht getrennt. Das werde vor allem durch die Verwendung von Oxymora ausgedrückt, die eine widersprüchliche Situation behandeln („Parcă-i una, parcă-s două, ba aparte, ba-mpreună, parcă-s două, parcă-i una“, deutsch Vielleicht sind es ein oder zwei [Länder], manchmal getrennt, manchmal zusammen, vielleicht sind es zwei oder eines).
Der Text des Refrains ist in der englischen Sprache gehalten und vergleichsweise simpel aufgebaut. Darin wird auch die Zugstrecke Chișinău—Bukarest namentlich erwähnt. Die zweite Strophe spricht von der Bahn, die im Endbahnhof ankommt, und es scheine so, als ob sie ihr Land nie verlassen habe und gegangen sei, ohne jedoch tatsächlich wegzugehen. Außerdem wird Bezug auf Hora genommen. Die dritte Strophe entspricht in der letzten Hälfte der ersten Strophe, während die ersten Zeilen unterschiedlich sind. Die Musik folgt Elementen der traditionellen osteuropäischen Volksmusik und verwendet Instrumente wie das Akkordeon und die Violine.
Nach Angaben der Band sei Trenulețul während eines Aufenthalts in dem Ort Oituz entstanden. Zwei der Mitglieder von Zdob și Zdub seien in Strășeni geboren, von wo aus sie regelmäßig nach Chișinău fuhren. Zudem seien sie regelmäßig auf der Strecke Chișinău—Bukarest verkehrt und verbänden schöne Erinnerungen mit ihr.

## Rezeption

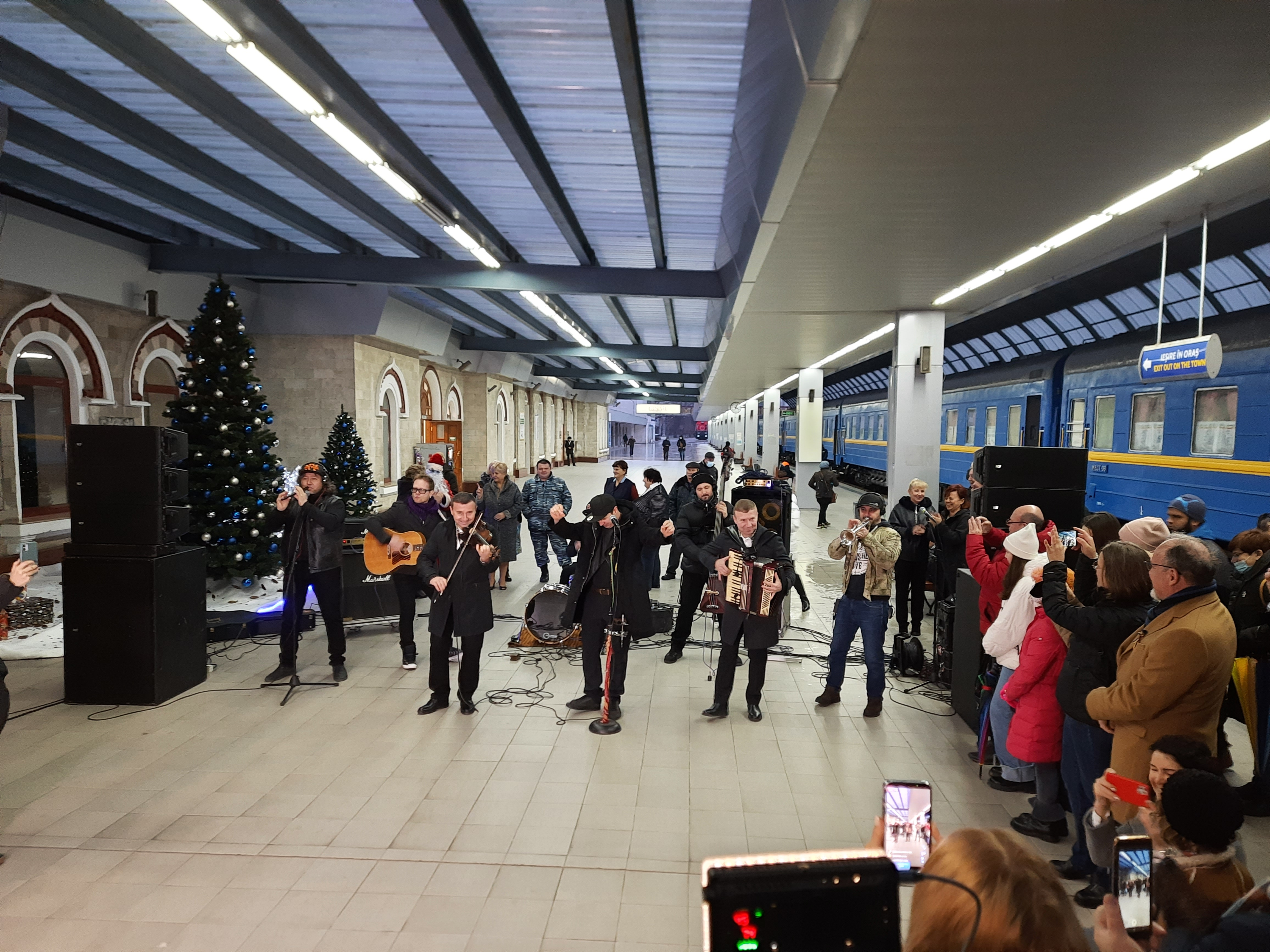
Aufführung des Titels von Zdob și Zdub & Frații Advahov auf dem Bahnhof Chișinău, Dezember 2021

Beim Casting im moldauischen Fernsehen trugen die Musiker die erste Strophe des Liedes mit verändertem Text vor und erregten damit öffentliches Aufsehen, da nach Ansicht ihrer Fans die ursprüngliche Botschaft des Liedes in dieser Version aufgeweicht worden sei. Gemäß der Journalistin Victoria Cusnir, einer Jurorin beim Casting, hätten Roman Iagupov und Vsevolod Cernei verschiedene Varianten des Textes erarbeitet und somit lediglich eine andere Version ausprobiert. Cusnir selbst sprach sich für die originale Version aus. Cernei begründete die Neufassung mit dem Reglement des Eurovision Song Contests, das politische Botschaften in den Liedtexten verbietet. Um einen möglichen Verstoß zu vermeiden, habe er mehrere Varianten geschrieben. Die veränderte erste Strophe sei lediglich eine Improvisation gewesen. Nach den Reaktionen der Fans solle jedoch zur ursprünglichen Version zurückgekehrt werden.
Der Bahnverkehr zwischen Chișinău und Bukarest wurde im Verlauf der COVID-19-Pandemie eingestellt. Der Titel erschien wenige Wochen nach der Ankündigung, dass der Betrieb wieder aufgenommen werde. Die Wiedereröffnung wurde von den Künstlern begleitet.

## Beim Eurovision Song Contest
Im ersten Halbfinale des Eurovision Song Contests 2022 qualifizierte sich Moldau mit dem achten Platz für das Finale. Dort erreichte Moldau mit insgesamt 253 Punkten den siebten Platz, wobei mit 239 Punkten ein Großteil vom Publikum kam.